# 대개

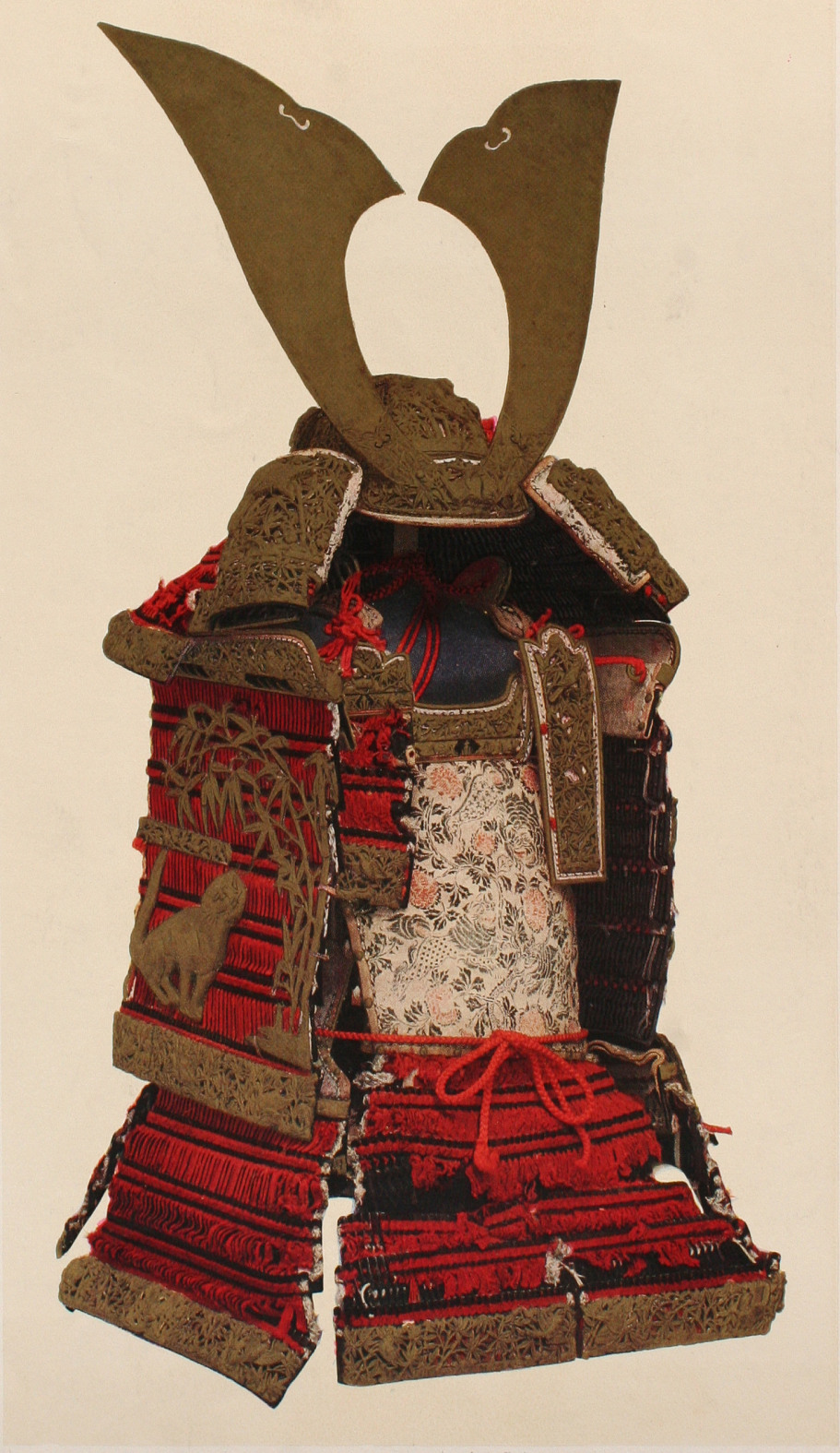

대개(大鎧 오오요로이[*])는 일본 봉건 시대의 대표적인 갑옷으로, 비늘조각을 꿰어 만든 찰갑의 일종이다. 마상에서 활을 쏘는 기마궁시전이 주류였던 헤이안 시대에서 가마쿠라 시대에 그러한 싸움에 대응하기 위해 탄생, 발달했으며, 주로 말에 탑승한 무사가 착용했다. 마상 공방에 중점을 둔 갑옷이라 보병전에는 부적합한 구조를 하고있다. 허리가 없고 전체적으로 사다리꼴의 네모난 외형을 하고 있기 때문에 마상에서는 갑옷 무게가 안장에 실려 안정되지만, 도보에서는 갑옷 무게가 전부 어깨에 실린다.
난보쿠초 시대 무렵 집단전과 근접백병전이 발달하면서 상급 무사 사이에서도 커다란 대개 대신 동환, 복권을 이용하는 경향이 나타났으며, 그에 따라 점차 실전에서 사라져 봉납이나 선물의 성격을 띠게 된다. 무로마치 시대 말기가 되면 서양 갑옷의 영향을 받은 당세구족이 발생함으로써 대개는 실전에서 완전히 퇴출된다. 그러나 그 외형의 중후함으로 인해 전란이 없어진 에도 시대에 복고풍 갑옷으로 다이묘의 저택 등에서 상징으로 사용되었다. 다만 에도 시대에 새로 만들어진 것은 당세구족의 모양이 들어간 것이 많기에 대개가 아닌 당세구족으로 보아야 한다.